# Novi Grad
Novi Grad (ciríl·lic: Нови Град), conegut com a Bosanski Novi (Босански Нови) abans de la Guerra de Bòsnia, és una ciutat i municipi del nord-oest de Bosnia i Hercegovina. La ciutat està situada al Riu Una en la frontera amb Croàcia, sent administrativament part de la Republika Srpska. En la ciutat hi ha un hospital, oficina de correus, un gran nombre d'escoles i instituts, un centre cultural, bancs, i centres comercials.

## Geografia
El municipi de Novi Grad està situat al nord-oest de Bòsnia i Hercegovina, dins de la Republika Srpska.Té una superfície de 470 km², entre els rius Sana i Una, i entre les muntanyes de Grmec i Kozara. El clima és temperat continental.

## Història
La ciutat va ser nomenada per primera vegada en 1280 sota el nom Romà de Castrum Novum, que en llatí vol dir literalment "ciutat nova". En 1895, sota l'Imperi Austrohongarès, la ciutat era oficialment anomenada Bosanski Novi. En 1872, va ser el primer municipi a tenir una estació de tren en el nou ferrocarril bosnià que van permetre aconseguir avantatges significatius culturals i econòmics sobre qualsevol altre municipi de Bosanska Krajina. El primer hospital va ser construït al voltant del mateix temps.
De 1929 a 1941, Bosanski Novi va formar part de Vrbas Banovina del Regne de Iugoslàvia. Després de la Guerra de Bòsnia va canviar el seu nom a l'actual Novi Grad.

## Demografia
Al cens iugoslau de 1991 el municipi de Bosanski Novi tenia 41.541 residents, incloent-hi:
- 25,106 Serbis (60.24%)
- 14,083 Bosníacs (33.69%)
- 1,531 Iugoslaus (3.73%)
- 402 Croats (0.96%)
- 419 altres (1.35%)

Segons els resultats preliminars del cens de 2013, Novi Grad té una població total de 28.799.

## Esport
Hi ha diverses organitzacions i clubs esportius en la ciutat, tals com futbol, handbol i bàsquet. El club de futbol local és FK Sloboda Novi Grad.

## Galeria

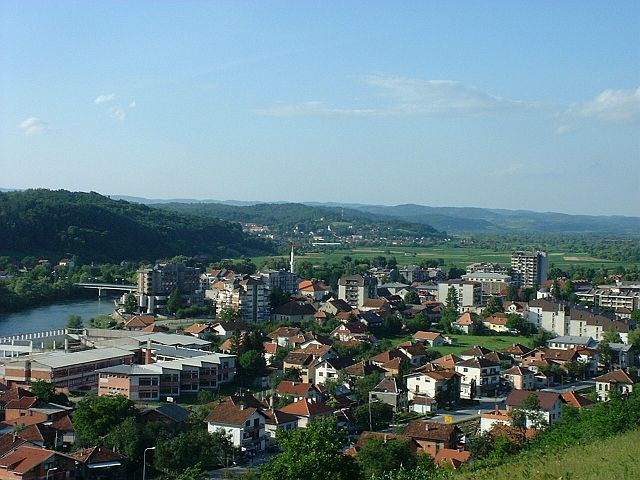
Novi Grad
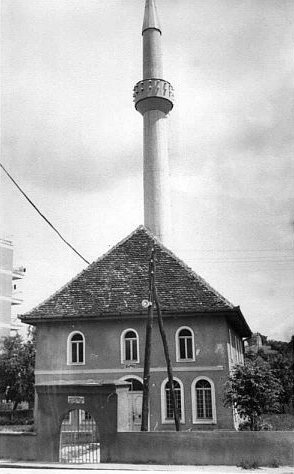
Vidorijska dzamija
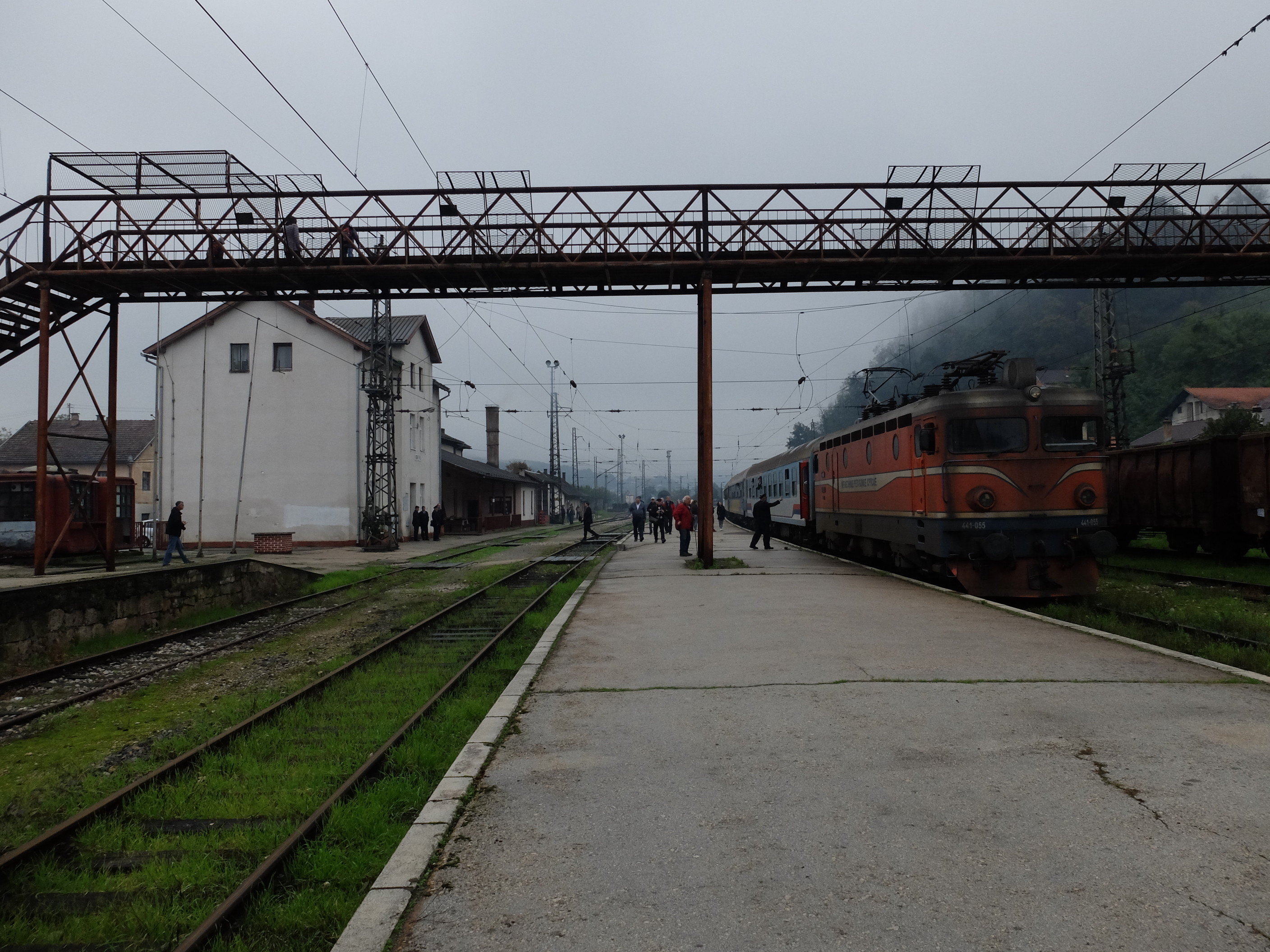
Estació de ferrocarril